# Князёк (фильм)
Князёк (пол. Książątko) — польский чёрно-белый фильм, комедия 1937 года.

## Сюжет
Молодая девушка-работница почтового отделения в маленьком городке выигрывает в лотерее 150 злотых и хочет использовать выигрыш на осуществление своей мечты - поездку в горы на курорт, но во время путешествия у неё украли все деньги. Далее начинается игра в переодевание...

## В ролях
- Каролина Любенская — Владзя Маевская
- Евгениуш Бодо — Тадеуш Рольский
- Лода Немижанка — Рита Мальвани
- Антони Фертнер — Пивко, директор дансинга
- Станислав Селяньский — аптекарь Гулярдович
- Юзеф Орвид — директор отеля
- Клеменс Мельчарек — Франек
- Ванда Яршевская — женщина на дансинге
- Хелена Бучиньская — Пётрусёва
- Янина Кшимуская — соседка Владзи
- Ядвига Букоемская — женщина на дансинге
- Хелена Грушецкая — продавщица
- Стефания Бетхерова — информирующая продавщицу о расторжении обручений
- Ежи Марр — танцор